# Wołyńce (powiat sejneński)
Wołyńce (dodatkowa nazwa w j. litewskim Valinčiai) – wieś w Polsce położona w województwie podlaskim, w powiecie sejneńskim, w gminie Puńsk. Leży nad granicą z Litwą.
| SIMC    | Nazwa      | Rodzaj    |
| ------- | ---------- | --------- |
| 1011655 | Jerozolima | część wsi |

Wieś królewska ekonomii grodzieńskiej położona była w końcu XVIII wieku  w powiecie grodzieńskim województwa trockiego. W latach 1975–1998 miejscowość należała administracyjnie do województwa suwalskiego.

## Zabytki
Do rejestru zabytków Narodowego Instytutu Dziedzictwa wpisane są następujące obiekty:
- piwnica w zagrodzie nr 4 (d. 6), 2. połowa XIX w. (nr rej.: 176 z 30.07.1981)